# Централноевропски међународни куп 1955/60.
Централноевропски међународни куп 1955/60. (енгл. 1955–60 Central European International Cup) је било шесто издање Међународног фудбалског Централноевропског купа и одржано је између 	27. марта 1955 – 6. јануара 1960. године. Играло се по систему кружног турнира између шест тимова колико их је учествовало на турниру.

## Коначан пласман и резултати
| Pos | Тим          | О  | П | Н | И | ГД | ГП | ГР  | Бод. |  | Чехословачка | Мађарска | Аустрија | Социјалистичка Федеративна Република Југославија | Италија | Швајцарска |
| --- | ------------ | -- | - | - | - | -- | -- | --- | ---- |  | ------------ | -------- | -------- | ------------------------------------------------ | ------- | ---------- |
| 1   | Чехословачка | 10 | 7 | 2 | 1 | 24 | 14 | +10 | 16   |  | —            | 1 : 3    | 3 : 2    | 1 : 0                                            | 2 : 1   | 2 : 1      |
| 2   | Мађарска     | 10 | 6 | 3 | 1 | 34 | 16 | +18 | 15   |  | 2 : 4        | —        | 6–1      | 2 : 2                                            | 2 : 0   | 8 : 0      |
| 3   | Аустрија     | 10 | 4 | 3 | 3 | 21 | 21 | 0   | 11   |  | 2 : 2        | 2–2      | —        | 2 : 1                                            | 3 : 2   | 4 : 0      |
| 4   | Југославија  | 10 | 3 | 3 | 4 | 21 | 13 | +8  | 9    |  | 1 : 2        | 1 : 3    | 1 : 1    | —                                                | 6 : 1   | 0 : 0      |
| 5   | Италија      | 10 | 2 | 3 | 5 | 12 | 21 | −9  | 7    |  | 1 : 1        | 1 : 1    | 2 : 1    | 0 : 4                                            | —       | 3 : 0      |
| 6   | Швајцарска   | 10 | 0 | 2 | 8 | 10 | 37 | −27 | 2    |  | 1 : 6        | 4 : 5    | 2 : 3    | 1 : 5                                            | 1 : 1   | —          |

## Утакмице
| [[Фудбалска репрезентација Чехословачке {{{altlink2}}}\|Чехословачка]] | 3–2      | Аустрија               |
| ---------------------------------------------------------------------- | -------- | ---------------------- |
| Прохаска 6’ · Крха 33’ (пен.) · Пешек 52’                              | Извештај | Пробст 35’ · Динст 42’ |

| Аустрија        | 2–2      | Мађарска                   |
| --------------- | -------- | -------------------------- |
| Пробст 11’, 30’ | Извештај | Фењвеши 7’ · Хидегкути 29’ |

| Швајцарска              | 2–3      | Аустрија                                       |
| ----------------------- | -------- | ---------------------------------------------- |
| Хиги 21’ · Вонлатен 42’ | Извештај | Хофбауер 27’ · Броусек 54’ (пен.) · Пробст 58’ |

| Италија | 0–4      | Југославија                                                    |
| ------- | -------- | -------------------------------------------------------------- |
|         | Извештај | Веселиновић 48’ · Зебец 65’ · Бергамаски 81’ (аг.) · Вукас 82’ |

| Југославија | 0–0      | Швајцарска |
| ----------- | -------- | ---------- |
|             | Извештај |            |

| Швајцарска                           | 4–5      | Мађарска                                            |
| ------------------------------------ | -------- | --------------------------------------------------- |
| Вонлатен 16’, 43’ · Антенен 64’, 73’ | Извештај | Махош 20’, 22’ · Кочиш 26’ · Пушкаш 57’, 85’ (пен.) |

| [[Фудбалска репрезентација Чехословачке {{{altlink2}}}\|Чехословачка]] | 1–3      | Мађарска                        |
| ---------------------------------------------------------------------- | -------- | ------------------------------- |
| Прада 74’                                                              | Извештај | Кочиш 6’ · Цибор 69’ · Тихи 84’ |

| Мађарска                                                    | 6–1      | Аустрија |
| ----------------------------------------------------------- | -------- | -------- |
| Тихи 4’ · Кочиш 60’ · Цибор 65’, 81’ · Тот 67’ · Пушкаш 84’ | Извештај | Грос 53’ |

| Аустрија              | 2–1      | Југославија     |
| --------------------- | -------- | --------------- |
| Грос 18’ · Ханапи 48’ | Извештај | Милутиновић 26’ |

| Мађарска             | 2–0      | Италија |
| -------------------- | -------- | ------- |
| Пушкаш 81’ · Тот 84’ | Извештај |         |

| Мађарска                | 2–2      | Југославија                |
| ----------------------- | -------- | -------------------------- |
| Фењвеши 42’ · Божик 55’ | Извештај | Вукас 6’ · Веселиновић 75’ |

| Швајцарска | 1–6      | Чехословачка                                               |
| ---------- | -------- | ---------------------------------------------------------- |
| Баламан 1’ | Извештај | Боровичка 16’ · Феурајсл 21’, 31’, 61’, 66’ · Масопуст 88’ |

| Мађарска                     | 2–4      | Чехословачка                                  |
| ---------------------------- | -------- | --------------------------------------------- |
| Махош 28’ · Божик 56’ (пен.) | Извештај | Феурајсл 8’ · Моравчик 27’, 55’ · Паздера 70’ |

| Југославија | 1–1      | Аустрија  |
| ----------- | -------- | --------- |
| Рајков 60’  | Извештај | Колер 55’ |

| Југославија  | 1–3      | Мађарска                          |
| ------------ | -------- | --------------------------------- |
| Петаковић 7’ | Извештај | Цибор 5’ · Кочиш 26’ · Пушкаш 66’ |

| Југославија   | 1–2      | Чехословачка   |
| ------------- | -------- | -------------- |
| Станковић 66’ | Извештај | Прада 42’, 60’ |

| Швајцарска  | 1–1      | Италија     |
| ----------- | -------- | ----------- |
| Баламан 26’ | Извештај | Фирмани 35’ |

| Италија          | 2–1      | Аустрија   |
| ---------------- | -------- | ---------- |
| Лонгони 37’, 48’ | Извештај | Кернер 55’ |

| Аустрија                               | 4–0      | Швајцарска |
| -------------------------------------- | -------- | ---------- |
| Бузек 8’, 53’ · Хаумер 62’ · Колер 77’ | Извештај |            |

| Југославија                                                                 | 6–1      | Италија            |
| --------------------------------------------------------------------------- | -------- | ------------------ |
| Зебец 10’ · Милутиновић 26’ · Липошиновић 40’, 47’ · Рајков 49’ · Вукас 80’ | Извештај | Червато 58’ (пен.) |

| [[Фудбалска репрезентација Чехословачке {{{altlink2}}}\|Чехословачка]] | 1–0      | Југославија |
| ---------------------------------------------------------------------- | -------- | ----------- |
| Боровичка 57’                                                          | Извештај |             |

| Аустрија                   | 2–2      | Чехословачка    |
| -------------------------- | -------- | --------------- |
| Кернер 30’ · Сенекович 54’ | Извештај | Моравчик 5’, 7’ |

| Аустрија                             | 3–2      | Италија                  |
| ------------------------------------ | -------- | ------------------------ |
| Козлицек 4’ · Кернер 79’ · Бузек 82’ | Извештај | Петрис 47’ · Фирмани 61’ |

| [[Фудбалска репрезентација Чехословачке {{{altlink2}}}\|Чехословачка]] | 2–1      | Швајцарска |
| ---------------------------------------------------------------------- | -------- | ---------- |
| Шерер 41’ · Моравчик 49’                                               | Извештај | Мејер 28’  |

| Италија  | 1–1      | Чехословачка |
| -------- | -------- | ------------ |
| Гали 83’ | Извештај | Масопуст 26’ |

| Швајцарска | 1–5      | Југославија                                                |
| ---------- | -------- | ---------------------------------------------------------- |
| Реј 57’    | Извештај | Липошиновић 3’ · Шекуларац 41’, 48’ · Веселиновић 82’, 86’ |

| Мађарска                                                          | 8–0      | Швајцарска |
| ----------------------------------------------------------------- | -------- | ---------- |
| Гереч 1’, 79’ · Тихи 19’, 28’, 35’, 66’ · Шандор 22’ · Алберт 27’ | Извештај |            |

| [[Фудбалска репрезентација Чехословачке {{{altlink2}}}\|Чехословачка]] | 2–1      | Италија     |
| ---------------------------------------------------------------------- | -------- | ----------- |
| Долински 29’ · Шерер 41’                                               | Извештај | Лојаконо 9’ |

| Италија            | 1–1      | Мађарска |
| ------------------ | -------- | -------- |
| Червато 56’ (пен.) | Извештај | Тихи 50’ |

| Италија                                        | 3–0      | Швајцарска |
| ---------------------------------------------- | -------- | ---------- |
| Мађерли 47’ (аг.) · Стакини 64’ · Монтуори 81’ | Извештај |            |

## Победник
| Централноевропски куп 1955/60. |
| ------------------------------ |
| · Чехословачка · Прва титула   |

## Статистика
- Састав Југославије против Италије 4 : 0

Репрезентација Југославије: Владимир Беара, Бруно Белин, Бранко Станковић, Добросав Крстић, Ивица Хорват, Вујадин Бошков, Тихомир Огњанов, Рајко Митић, Тодор Веселиновић, Бранко Зебец, Јошко Видошевић и Бернард Вукас. Селектор: Александар Тирнанић
- Састав Југославије против Швајцарске 0 : 0

Репрезентација Југославије: Владимир Беара, Бруно Белин, Миљан Зековић, Вујадин Бошков, Ивица Хорват, Добросав Крстић, Рајко Митић, Милош Милутиновић, Јован Цокић, Бернард Вукас, Јошко Видошевић и Бранко Зебец. Селектор: А. Тирнанић
- Састав Југославије против Аустрије 1 : 2

Репрезентација Југославије: Владимир Беара, Бруно Белин, Миљан Зековић, Вујадин Бошков, Томислав Црнковић, Добросав Крстић, Здравко Рајков, Милош Милутиновић, Бернард Вукас, Тодор Веселиновић, Стјепан Бобек и Бранко Зебец. Селектор: А. Тирнанић
- Састав Југославије против Мађарске 2 : 2

Репрезентација Југославије: Владимир Беара, Србољуб Кривокућа, Бруно Белин, Томислав Црнковић, Добросав Крстић, Ивица Хорват, Вујадин Бошков, Тодор Веселиновић, Милош Милутиновић, Тихомир Огњанов Бранко Зебец, Бернард Вукас, Антун Херцег и Мухамед Мујић. Селектор: А. Тирнанић
- Састав Југославије против Мађарске 1 : 3

Репрезентација Југославије: Владимир Беара, Србољуб Кривокућа, Бруно Белин, Томислав Црнковић, Добросав Крстић, Ивица Хорват, Вујадин Бошков, Александар Петаковић, Милош Милутиновић, Бранко Зебец, Тодор Веселиновић, Мухамед Мујић, Стјепан Бобек и Бернард Вукас. Селектор: А. Тирнанић
- Састав Југославије против Чехословачке 1 : 2

Репрезентација Југославије: Србољуб Кривокућа, Бранко Станковић, Томислав Црнковић, Лазар Тасић, Добросав Крстић, Вујадин Бошков, Александар Петаковић, Милош Милутиновић, Здравко Рајков, Бранко Зебец, Бора Костић, Мухамед Мујић и Драгослав Шекуларац. Селектор: А. Тирнанић
- Састав Југославије против Чехословачке 6 : 1

Репрезентација Југославије: Владимир Беара, Љуба Спајић, Томислав Црнковић, Рајко Митић, Добросав Крстић, Вујадин Бошков, Здравко Рајков, Милош Милутиновић, Бранко Зебец, Бернард Вукас и Лука Липошиновић. Селектор: А. Тирнанић
- Састав Југославије против Швајцарске 5 : 1

Репрезентација Југославије: Анте Јурић, Бруно Белин, Томислав Црнковић, Томислав Калоперовић, Василије Шијаковић, Лука Липошиновић, Добросав Крстић, Радивој Огњановић Тодор Веселиновић, Бранко Зебец, Драгослав Шекуларац и Бора Костић. Селекторска комисија: А. Тирнанић, Љубомир Ловрић, Драгомир Николић

### Стрелци голова
Укупно је постигнуто  122 голова у 30 утакмица, с просеком од 4.07 гола по утакмици.
7 голова
- Л. Тихи

5 голова
- Ф. Пушкаш
- А. Моравчик
- Ј. Феруевисл

4 гола
- Е. Пробст
- З. Цибор
- Ш. Кочиш
- Т. Веселиновић

3 гола
- А. Кернер
- Х. Бузек
- Ф. Махош
- Р. Вонлатен
- Л. Прада
- М. Милутиновић
- Б. Вукас

2 гола
- Х. Грос
- А. Лонгони
- Е. Фирмани
- С. Ћервато
- Ј. Гереч
- Ј. Божик
- Ј. Тот
- М. Фењвеши
- Ч. Антенен
- Р. Баламан
- А. Шерер
- Ј. Боровичка
- Ј. Масопуст
- Б. Зебец
- Д. Шекуларац
- Л. Липошиновић
- З. Рајков

1 гол
- Г. Ханапи
- Х. Сенекович
- П. Козлицек
- Р. Броусек
- Р. Динст
- В. Хаумер
- О. Хофбауер
- К. Гали
- Ф. Лојаконо
- Ђ. Стакини
- Ђ. Петрис
- М. Монтуори
- Ф. Алберт
- К. Шандор
- Н. Хидегкути
- Е. Мејер
- Ј. Хиги
- Г. Реј
- А. Паздера
- Ј. Пешек
- Ј. Крха
- М. Долински
- З. Прохаска
- А. Петаковић
- Б. Станковић

1 аутогол
- М: Бергамачи (против Југославије)
- Р. Магерли (приотив Италије)